# Пиньера, Вирхилио
Вирхи́лио Пинье́ра (исп. Virgilio Piñera Llera; 4 августа 1912, г. Карденас, провинция Матансас, Куба — 12 октября 1979, Гавана) — кубинский поэт, прозаик, драматург, переводчик.

## Биография
Родился в семье земельного инженера и учительницы. 

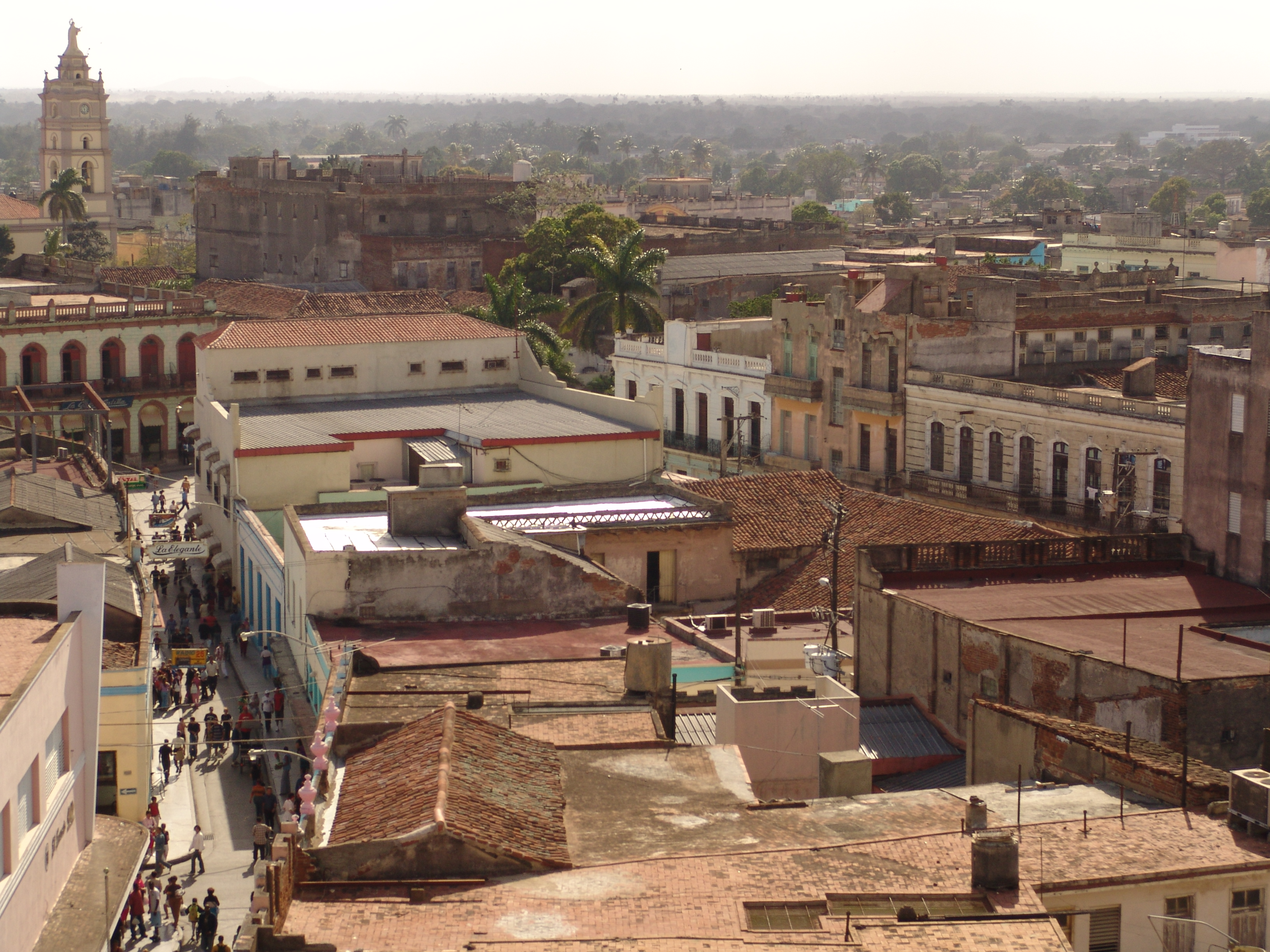
Улица в г. Камагуэй, где прошло детство Пиньеры.

Стихи Пиньеры были напечатаны в антологии «Кубинская поэзия, год 1936», составленной Хуаном Рамоном Хименесом. Окончил факультет философии и литературы Гаванского университета (1940). Был хорошо знаком с Хосе Лесама Лимой, входил в круг журнала «Orígenes», но не принимал установок поэтов-трансценденталистов, ориентированных на духовный герметизм.
С 1946 по 1958 работал в кубинском консульстве в Буэнос-Айресе, где сблизился с Витольдом Гомбровичем. Роман Гомбровича «Фердидурке» Пиньера перевел на испанский язык (при поддержке автора и группы энтузиастов перевод издан в Буэнос-Айресе, 1947). 
В 1946 новеллу Пиньеры «Бессонной ночью» Борхес опубликовал в журнале «Буэнос-Айресские тетради». В 1955 Вирхилио Пиньера вместе с Хосе Родригесом Фео основал в Гаване журнал «Циклон», в литературном плане противостоявший Лесама Лиме и его единомышленникам. Публиковался также в аргентинских журналах «Sur» и «Hogar», близких Борхесу, во французских изданиях «Lettres Nouvelles» и «Temps Modernes». 
После победы революционных сил сотрудничал с газетой «Революция» и литературным приложением к ней «Революция по понедельникам», которым руководил Гильермо Кабрера Инфанте. В 1962 пьеса и новелла Пиньеры были опубликованы в США в журнале «Одиссей». В 1968 получил премию «Casa de las Américas» за пьесу «Два старых паникера». В 1969 в Нью-Йорке поставлена драма «Ложная тревога». После 1969 Пиньера преследовался политическими и литературными властями за гомосексуальность (которой никогда не скрывал), а фактически — за независимую позицию во всем, находился под домашним арестом и постоянным наблюдением, его произведения не появлялись в печати и не ставились на сцене, им был перекрыт выход за рубеж. Тем не менее его книга «Хладнокровные рассказы» была опубликована во Франции (1970), пьесы ставились в Испании и Аргентине, транслировались там по телевидению, проза и драматургия публиковалась в Аргентине и США. На Кубе произведения Пиньеры стали вновь публиковаться лишь после 1987 года.

## Творчество
Сам Пиньера называл себя «таким реалистом, который не может выразить реальность, не исказив её, то есть, не сделав её более реальной и живой». Его проза, близкая к сюрреалистическому чёрному юмору, и драматургия, предвосхитившая театр абсурда Адамова, Ионеско и Беккета, «панический театр» Фернандо Аррабаля, оказала большое влияние на молодых писателей Кубы и кубинской диаспоры, других стран Латинской Америки, для которых он стал и остается значимым образцом (Гильермо Кабрера Инфанте, Рейнальдо Аренас, Антон Арруфат, Абилио Эстевес, Северо Сардуй, Рикардо Пилья, Сальвадор Элисондо и др.)
Переводил Шарля Бодлера, Марселя Пруста, Андре Жида, Жана Жионо, Имре Мадача и других.

## Произведения

### Стихи
- Las furias/ Фурии (1941)
- La isla en peso/ Взвешенный остров (1943)
- La vida entera/ Целая жизнь (1969)

### Новеллы
- Cuentos fríos/ Хладнокровные рассказы (1956)
- El que vino a salvarme/ Тот, кто пришёл меня спасти (1970, издано в Буэнос-Айресе)

### Романы
- La carne de René/ Рене и его плоть  (1952, «роман воспитания», критики сравнивают его с «Фердидурке» Гомбровича и «Якобом фон Гунтеном» Роберта Вальзера)
- Pequeñas maniobras/ Маленькие хитрости (1963)
- Presiones y diamantes/ Давление и алмаз (1967)

### Драмы
- Electra Garrigó/ Электра Гарриго (1941, пост. 1948, абсурдистская перелицовка мифологического сюжета)
- Aire frío/ Холодный воздух (1959)
- El flaco y el gordo/ Тонкий и толстый (1959)
- Dos viejos pánicos/ Два старых паникера (1968)

### Сводные издания
- Teatro del absurdo. La Habana: Instituto del Libro, 1967
- Teatro inconcluso/ Selección, ordenamiento y prólogo Rine Leal. La Habana: Ediciones Unión, 1990.
- Teatro inédito. La Habana, Editorial Letras Cubanas, 1993.
- Cuentos de la risa del horror/ Selección Efraín Rodríguez Santana. Bogotá: Editorial Norma, 1994.
- Poesía y crítica/ Selección y prólogo Antón Arrufat. México: Consejo Nacional para la Cultura y las Artes, 1994.
- Cuentos completos. Madrid: Alfaguara, 1999.

### На русском языке
- Бессонница// Собрание коротких и необычайных историй. СПб: Симпозиум, 2001.
- Ад// Книга Ада и Рая. СПб: Амфора, 2002, с.90.
- Тот, кто пришёл меня спасти// Рассказы магов. СПб: Азбука-Классика, 2002, с. 369-374.
- Взвешенный остров: Поэма и стихи/ Пер. с исп. Д.Безносова. М.: О.Г.И., 2014. - 184 c.  ISBN 978-5-94282-730-4